# Rio Galaţca
O Rio Galaţca é um rio da Romênia, afluente do Bega, localizado no distrito de Timiş.